# اچ‌ام‌اس داونتلس (۱۸۰۸)
اچ‌ام‌اس داونتلس (۱۸۰۸) (به انگلیسی: HMS Dauntless (1808)) یک کشتی بود که طول آن ۱۰۸ فوت ۴ اینچ (۳۳٫۰۲ متر) بود. این کشتی در سال ۱۸۰۸ ساخته شد.